# Dos Esterillos
Dos Esterillos är en ort i Mexiko.   Den ligger i kommunen Ozuluama de Mascareñas och delstaten Veracruz, i den sydöstra delen av landet, 280 km nordost om huvudstaden Mexico City. Dos Esterillos ligger 15 meter över havet och antalet invånare är 140.
Terrängen runt Dos Esterillos är platt. Runt Dos Esterillos är det ganska glesbefolkat, med 36 invånare per kvadratkilometer. Närmaste större samhälle är Cucharas, 6,0 km öster om Dos Esterillos. Omgivningarna runt Dos Esterillos är en mosaik av jordbruksmark och naturlig växtlighet.